# Blue Blood Tour: Bakuhatsu Sunzen Gig
Blue Blood Tour - BAKUHATSU SUNZEN GIG è la prima pubblicazione video non indipendente della band giapponese X Japan. Contiene il concerto tenuto dalla band il 16 marzo del 1989 al Shibuya Kohkaido.

## Tracce
1. Prologue World Anthem - (YOSHIKI - F.Marino)
2. Blue Blood - (YOSHIKI - YOSHIKI)
3. Sadistic Desire - (YOSHIKI - HIDE)
4. Easy Fight Rambling - (TOSHI, Hitomi Shiratori - X)
5. Week End - (YOSHIKI - YOSHIKI)
6. Stab Me In The Back - (Hitomi Shiratori - YOSHIKI)
7. Piano solo - (YOSHIKI)
8. Drum solo - (YOSHIKI)
9. Guitar solo - (HIDE)
10. 紅 - (YOSHIKI - YOSHIKI)
11. オルガスム - (Hitomi Shiratori - YOSHIKI)
12. I'll Kill You - (YOSHIKI - YOSHIKI)
13. 20th Century Boy -  (Marc Bolan - T.Rex)
14. X - (Hitomi Shiratori - YOSHIKI)
15. Unfinished - (YOSHIKI - YOSHIKI)

## Formazione
- Toshi - voce
- TAIJI - basso
- PATA - chitarra
- Hide - chitarra
- Yoshiki - batteria, pianoforte